# Plus tard, j'atteindrai les étoiles
 (septembre 2023).
Si vous disposez d'ouvrages ou d'articles de référence ou si vous connaissez des sites web de qualité traitant du thème abordé ici, merci de compléter l'article en donnant les références utiles à sa vérifiabilité et en les liant à la section « Notes et références ».
Pour plus de détails, voir Fiche technique et Distribution.
Plus tard, j'atteindrai les étoiles (A Million Miles Away) est un film américain réalisé par Alejandra Márquez Abella et sorti en 2023. Il s'agit d'un film biographique sur José M. Hernández, le premier astronaute mexicano-américain, ici interprété par Michael Peña. Le scénario est écrit par Bettina Gilois et réécrit par Hernán Jiménez et Abella, basé sur l'autobiographie de Hernandez, intitulée Atteindre les étoiles.
Le film est diffusé sur Prime Video le 15 septembre 2023.

## Synopsis
Dans les années 1960 et 1970, José M. Hernández est un jeune garçon dont la famille voyage depuis le Michoacán en tant que travailleurs migrants ramassant des raisins en Californie, ses parents espérant acheter une maison dans leur pays d'origine une fois qu'ils auront gagné assez d'argent. Pendant la saison de la récolte, José fréquente l'école et travaille dans les champs avec sa famille après les cours. Son enseignante, Mme Young, remarque son potentiel et rend visite à ses parents à la maison pour exprimer son inquiétude concernant la perturbation de ses études en tant que travailleurs migrants. Après que son père n'ait été payé que partiellement pour son travail, il réalise que l'enseignante de José avait raison de s'inquiéter, et la famille décide de rester en Californie à temps plein.
Des années plus tard, José obtient son diplôme de l'Université du Pacifique et est embauché en tant qu'ingénieur au Laboratoire national Lawrence Livermore. Sentant qu'il doit mieux s'intégrer, il échange sa Chevrolet Impala personnalisée contre une Mazda RX-7 d'occasion. En signant les documents, il rencontre Adela, qu'il invite à sortir. Après une première rencontre intimidante avec sa famille, ils se voient de plus en plus et finissent par se marier. Ils ont cinq enfants et José continue à travailler avec succès au laboratoire, maintenant en tant qu'instructeur des chercheurs qui l'avaient précédemment ignoré.
Un jour, au cours d'une classe, le patron de José lui offre la possibilité de rejoindre une équipe se rendant en Russie pour évaluer un envoi d'uranium enrichi que les États-Unis envisagent d'acheter pour la NASA, en notant qu'un voyage de ce genre serait très avantageux pour une candidature au programme spatial de la NASA. Après plusieurs refus, José remet sa 12e candidature en personne à Frederick W. Sturckow, qui forme les nouveaux astronautes et est un vétéran du programme de la navette spatiale. Il fait bonne impression sur Sturckow et est accepté dans le programme peu de temps après.
José a du mal avec l'entraînement, prenant du retard sur le reste de sa classe. Lorsqu'il apprend la mort de Beto, il perd sa concentration et Sturckow l'exhorte à rattraper les autres, sinon il pourrait être renvoyé du programme. Plus tard, il a une conversation avec la responsable de la formation, Kalpana Chawla, qui lui explique pourquoi aller dans l'espace rend tout leur dur travail précieux, et lui annonce qu'elle a été sélectionnée en tant que spécialiste de mission pour STS-107 à bord de la navette spatiale Columbia.
Alors que José est assis avec sa famille en train de regarder la retransmission de la rentrée de Columbia, ils sont secoués par la nouvelle que Columbia n'a pas survécu. Néanmoins, José continue et commence à exceller parmi ses camarades à la NASA.
En 2008, Sturckow convoque José dans une salle de conférence pour rencontrer l'équipe de sélection, qui lui annonce qu'il a été choisi pour rejoindre STS-128 en tant que spécialiste de mission. José rend visite au restaurant d'Adela en dehors des installations de la NASA et lui annonce la nouvelle, sa famille le regardant plus tard lors de la conférence de presse. Il cite les paroles de Beto selon lesquelles il est approprié qu'un travailleur migrant aille dans l'inconnu de l'espace. Alors qu'il entre en quarantaine en préparation de la mission, Adela lui rend visite avec une surprise : son ancienne enseignante, Mme Young, qui lui dit qu'elle a attendu ce moment pendant plus de 30 ans. Ayant suivi son parcours et sa carrière, elle a toujours cru en son énorme potentiel.
Le jour du lancement arrive enfin, José est prêt avec le reste de l'équipage qui monte à bord de la navette spatiale et décolle en orbite. Après la coupure du moteur principal, José regarde autour de la cabine de la navette et imagine voir le même papillon monarque qui s'était posé sur le bras de son père le jour où leur famille avait décidé de rester en Californie, laissant entendre qu'il avait accompli son destin.
Les génériques de fin notent que la mission STS-128 est restée à bord de la Station spatiale internationale pendant 13 jours, et que José a dégusté des tacos et écouté "El Hijo del Pueblo" de José Alfredo Jiménez pendant son séjour. José a été le premier travailleur migrant agricole dans l'espace et il continue de ramasser des raisins avec son père aujourd'hui, mais cette fois-ci dans son propre vignoble : Tierra Luna Cellars à Lodi, en Californie.

## Distribution
- Michael Peña (VF : Emmanuel Garijo) : José M. Hernández[2]
- Garret Dillahunt (VF : Sylvain Agaësse) : Frederick W. Sturckow[3]
- Rosa Salazar (VF : Daniela Labbé Cabrera) : Adela Hernández[3]
- Bobby Soto (VF : Benjamin Penamaria) : Beto[3]
- Julio Cesar Cedillo (VF : Enrique Carballido) : Salvador Hernández[3]
- Verónica Falcón (VF : Emmanuelle Rivière) : Julia[3]
- Sarayu Rao (VF : Angèle Humeau) : Kalpana Chawla[3]
- Eric Johnson (VF : Thomas Roditi) : Clint Logan
- Carlos S. Sanchez (VF : Ana Paola Correia) : Julio à 11 ans
  - Isaac Arellanes : Julio à 16 ans
- Michelle Krusiec (VF : Sandra Valentin) : Mlle Young
- Jordan Dean : Weissberg
- Ashley Ciarra : Marisa
- Emma Fassler (VF : Caroline Pascal) : Stacey
- Isabel Aerenlund : Nicole Stott
- Michael Adler (VF : Philippe Catoire) : Anderson

Version française dirigée par Raphaël Anciaux chez Cinéphase, d'après une adaptation des dialogues de Pascal Strippoli.
 Source et légende : version française (VF) sur RS Doublage

## Production
En juillet 2022, Amazon Studios acquiert les droits de distribution du film, qui était précédemment en développement chez Netflix. Le studio l'a ensuite transféré pour une sortie par Metro-Goldwyn-Mayer à la suite de la création d'Amazon MGM Studios Distribution en 2023. Le tournage a eu lieu à Mexico.